# The Man of Him
The Man of Him è un cortometraggio muto del 1913 diretto da Edgar Jones.

## Produzione
Il film fu prodotto dalla Lubin Manufacturing Company.

## Distribuzione
Distribuito dalla General Film Company, il film - un cortometraggio di una bobina - venne distribuito nelle sale USA il 27 ottobre 1913.